# 北海道白咖哩
白咖哩（ホワイトカレー）是一種發源自北海道的白色咖哩。這種咖哩在調製的過程中加入較多的奶油，另一方面又著力抑壓令咖哩變成黃色的主要成份薑黃，結果便會製成一種白色的、外貌類似歐洲奶油醬一樣的咖哩。為了襯托白色的醬汁，一般餐廳都會提供以番紅花製作的黃色米飯配搭食用。

## 白咖哩的普及
在2006年左右，透過各種媒體而廣為人知的湯咖哩，在北海道（尤指札幌市一帶）深受歡迎。同年3月，北海道著名職業棒球球會北海道日本火腿鬥士在其根據地札幌圓頂球場內售賣這種白色的咖哩，而選擇白色的原因是因為日語中的職棒術語「白星」具備球隊取得勝利的象徵意義。當時這種白色咖哩相當受歡迎，更曾一度有一天售賣一百份的優秀銷售紀錄。
後來在道東鄂霍次克海附近的紋別市一帶，推出了一種名為鄂霍次克紋別白咖哩的地道食品。其實這是由雜誌社所設計的一個計劃，希望紋別市內所有飲食店及餐廳都能統一白咖哩為上述的名稱，就連製法亦要求統一，務求達到白咖哩地域化的目的，讓傳媒以為白咖哩是紋別市的特有產品，就如同湯咖哩屬於札幌市的效果一般。不過，其實白咖哩真正發揚的源頭是眾說紛紜的，當中以每日新聞所報導，指白咖哩是由札幌王子酒店總廚小林一識所發明的此一說法較為有力及可信。因為另一說法指白咖哩源於北海道日本火腿鬥士一說中，在札幌圓頂球場中售賣白咖哩的食店其實是王子酒店的食品部分店之一。